# Horacio Butler

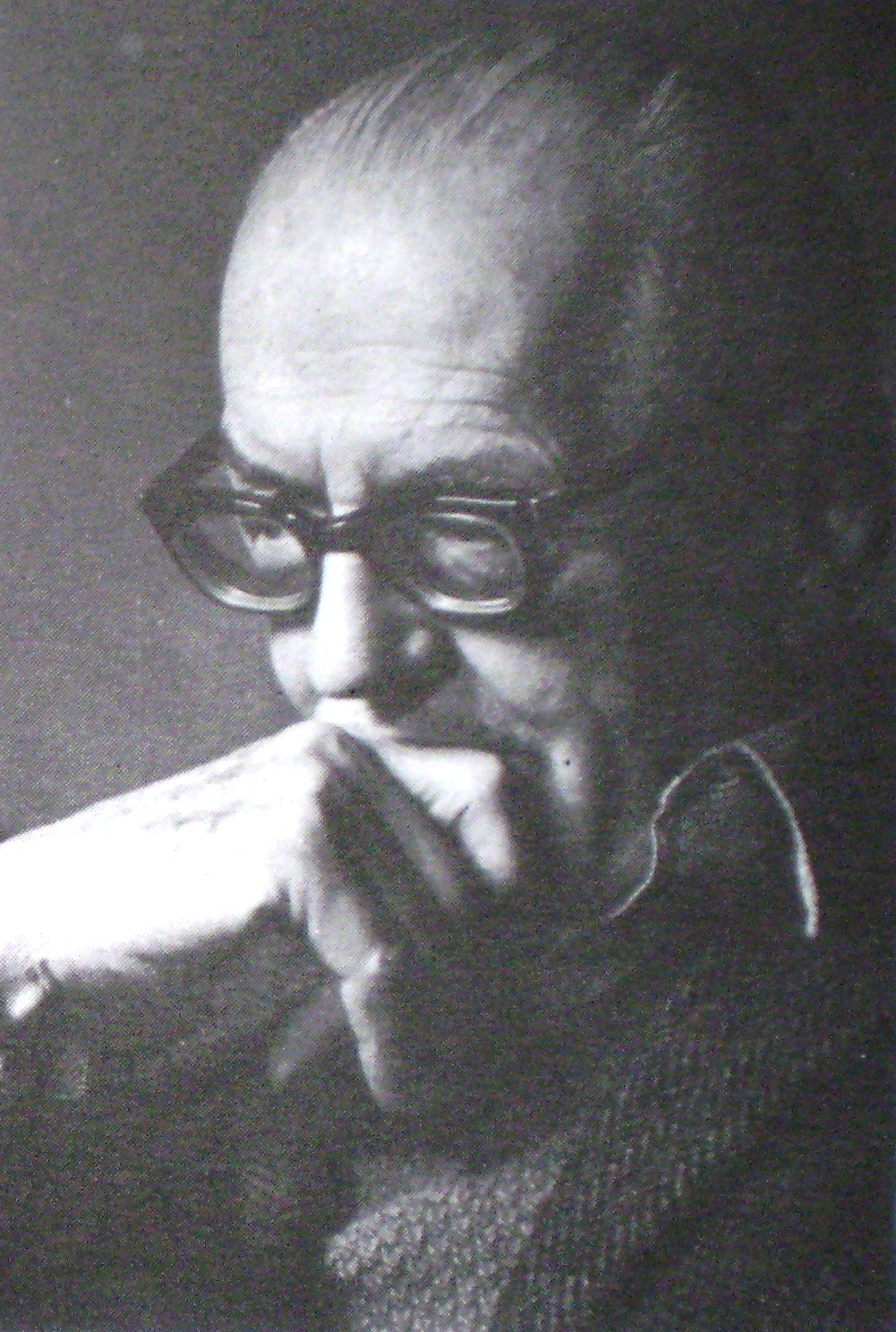
Horacio Butler

Horacio Alberto Butler (* 28. August 1897 in Buenos Aires; † 17. März 1983 ebenda) war ein argentinischer Maler und Schriftsteller.

## Leben
Nach Absolvierung seiner Schulzeit und einer kurzen Zeit an der Universidad de Buenos Aires ging Butler im Frühjahr 1922 nach Paris. Nachdem er an der École des Beaux-Arts abgelehnt worden war, gehörte er ab 1923 zu den ersten Schülern von Othon Friesz und André Lhote an der Académie Scandinave.
Nach fünf Jahren kehrte Butler 1928 in seine Heimat zurück und ließ sich in seiner Heimatstadt nieder. Noch im selben Jahr lud ihn die Künstlervereinigung Amigos del Arte ein, an ihren Ausstellungen, u. a. dem ersten Salón de pintura moderna, mitzuwirken. Die Bandbreite der Künstler reichte dabei von Antonio Berni bis Lino Enea Spilimbergo.
Zwischen 1929 und 1933 zeigte die Société des Artistes Indépendants (Paris) in ihren Ausstellungen im Grand Palais immer wieder aktuelle Werke von Butler.
Neben seinen eigenen künstlerischen und schriftstellerischen Arbeiten lehrte Butler lange Zeit an der Academia Nacional de Bellas Artes von Buenos Aires.
Butler starb am 17. März 1983 in Buenos Aires und fand dort auch seine letzte Ruhestätte.

## Ehrungen
- 1973 Großer Preis des Fondo Nacional de las Artes
- 1981 Preis der Fundación Alejandro Shaw
- 1982 Konex de Brillante[1]

## Werke (Auswahl)
Ölbilder
- Orpheus. 1939.
- Siesta. 1926.
- La cesta de verduras. 1960.
- La visita. 1973.
- Desnudo. 1928.

Gobelins
- La glorificación de San Francisco in der Basilika St. Franziskus (Buenos Aires)

Bücher
- Las personas y los años. Ed. Emecé, Buenos Aires 1973 (autobiografische Erzählungen)
- La pintura y mi tiempo. Ed. Sudamericana, Buenos Aires 1966 (Memoiren)
- Francisco. Novela. Ed. Emecé, Buenos Aires 1978.

## Schüler (Auswahl)
- Linda Kohen (* 1924), uruguayische Malerin
- Luis Felipe Noé (1933–2025), Künstler, Schriftsteller, Intellektueller und Lehrer

## Einzeldarstellungen
1. ↑  Liste der Gewinner des Konex Brillante, Honor und Mercosur.

| Personendaten    | Personendaten                           |
| ---------------- | --------------------------------------- |
| NAME             | Butler, Horacio                         |
| ALTERNATIVNAMEN  | Butler, Horacio Alberto                 |
| KURZBESCHREIBUNG | argentinischer Maler und Schriftsteller |
| GEBURTSDATUM     | 28. August 1897                         |
| GEBURTSORT       | Buenos Aires                            |
| STERBEDATUM      | 17. März 1983                           |
| STERBEORT        | Buenos Aires                            |